# Indiscretions of Betty
Indiscretions of Betty és una pel·lícula muda de la Vitagraph protagonitzada per Mabel Normand, en el seu primer paper com a actriu. La pel·lícula es va estrenar el 29 de març de 1910.

## Argument
És la història d'una noia que viu més enllà de les seves possibilitats. Els ingressos del marit no són suficients per mantenir les seves pretensions de viure en una certa societat. La noia coneix un comte austríac que intenta seduir-la cosa que l'afalaga molt. Quan ha acumulat grans deutes, els deutors es presenten davant el marit reclamant-los cosa que suposa una escena conjugal, tot i que el marit l'acaba perdonant. Aquella tarda una amiga la truca per convidar-la a un esdeveniment però ella refusa al·legant que no té res per posar-se. L'amiga li suggereix un modista que accepta fer vestits a crèdit i ella acaba caient de nou en la temptació. En presentar-se en societat és l'admiració de tothom, especialment del comte. Quan els creditors la comencen a pressionar de nou ella no sap què fer. En aquell moment la visita en comte que en conèixer la situació li fa un xec pel muntant total del que deu. Ella l'accepta i ell suposa que ara està sota el seu poder. Quan intenta passar de la ratlla ella s'hi resisteix i demana ajuda. En aquell moment arriba el marit que ràpidament l'expulsa de casa seva. Després de les oportunes explicacions, el marit la perdona i retorna al comte els diners deixats.

## Repartiment
- Mabel Normand (Betty)